# Jan Kanty Edward Stadnicki
Jan Kanty Edward Stadnicki herbu Szreniawa bez Krzyża ze Stadnik; (ur. 14 października 1765 w Jakubowicach, zm. 17 kwietnia 1842 we Lwowie) – polski ochmistrz wielki, austriacki radca Najwyższej Izby Sprawiedliwości w Wiedniu; prezes Forum Nobilium w Tarnowie; zastępca prezesa Wydziału Stanowego; prezes i komisarz królewski Sejmu Stanowego galicyjskiego.

## Życiorys
Syn Antoniego, brat Franciszka. Żoną jego w roku 1804 została Tekla Stadnicka ze Stadnik h. Szreniawa (Drużyna) (1775 - 23 IX 1843). 
Synami Jana Kantego byli:
- Edward Maria Adolf Stadnicki (1817-1902); ziemianin, członek Sejmu Stanowego i poseł do Sejmu Krajowego galicyjskiego, dożywotni członek austriackiej Izby Panów i
- Edward Piotr Franciszek Stadnicki (17 VI 1817 Nawojowa, -21 V 1902 - Vranov (Frain) zamek, Orava, CZ )

Córki to:
- Teresa Maria Stadnicka (1808-1834), której mężem był; Ludwik Głogowski z Głogowca h. Grzymała, szambelan austriacki (1799-1876)
- Izabela Maria Stadnicka (1812-1879 ). Poślubił ją Kazimierz Antoni Bazyli Krasicki z Siecina h. Rogala, kawaler złotego krzyża orderu Virtuti Militari (1807-1882)